# Synagoga Szlamy Epsztejna w Łodzi (Nowy Rynek 7)
Synagoga Szlamy Epsztejna w Łodzi – prywatny dom modlitwy znajdujący się w Łodzi przy ulicy Nowy Rynek 7.
Synagoga została zbudowana w 1891 roku z inicjatywy Szlamy Epsztejna, Hersza Siemiatyckiego i Zachariasza Germana. W 1899 roku synagoga została przeniesiona do nowego lokalu przy ulicy Widzewskiej 27.